# Los Cabos Open 2017
Los Cabos Open 2017, oficiálně Abierto Mexicano de Tenis Mifel presentado por Cinemex 2017,  byl tenisový turnaj pořádaný jako součást mužského okruhu ATP World Tour, který se hrál na otevřených dvorcích s tvrdým povrchem v areálu Cabo del Mar. Konal se mezi 31. červencem až 5. srpnem 2017 v mexickém přímořském městě Cabo San Lucas jako druhý ročník turnaje.
Turnaj s rozpočtem 727 995 dolarů patřil do kategorie ATP World Tour 250. Nejvýše nasazeným hráčem ve dvouhře se stal čtrnáctý tenista světa Tomáš Berdych z České republiky, jenž dohrál v semifinále. Jako poslední přímý účastník do hlavní singlové soutěže nastoupil japonský 180. hráč žebříčku Jasutaka Učijama.
Mužskou dvouhru ovládl 29letý Američan Sam Querrey, jenž tak po triumfu na březnovém Abierto Mexicano Telcel v Acapulku vyhrál oba mužské turnaje hrané v sezóně 2017 na mexickém území. První společnou trofej ze čtyřhry turnajů ATP Tour vybojoval kolumbijsko-filipínský pár Juan Sebastián Cabal a Treat Conrad Huey.

## Rozdělení bodů a finančních odměn

### Rozdělení bodů
| Soutěž  | vítězové | finalisté | semifinalisté | čtvrtfinalisté | 16 v kole | 32 v kole | Q  | Q2 | Q1 |
| ------- | -------- | --------- | ------------- | -------------- | --------- | --------- | -- | -- | -- |
| dvouhra | 250      | 150       | 90            | 45             | 20        | 0         | 12 | 6  | 0  |
| čtyřhra | 250      | 150       | 90            | 45             | 0         | —         | —  | —  | —  |

### Finanční odměny
| Soutěž                              | vítězové | finalisté | semifinalisté | čtvrtfinalisté | 16 v kole | 32 v kole | Q2     | Q1     |
| ----------------------------------- | -------- | --------- | ------------- | -------------- | --------- | --------- | ------ | ------ |
| dvouhra                             | $113 640 | $59 850   | $32 420       | $18 470        | $10 885   | $6 450    | $2 905 | $1 450 |
| čtyřhra                             | $34 520  | $18 150   | $9 840        | $5 630         | $3 290    | —         | —      | —      |
| částka ve čtyřhře je uvedena na pár |          |           |               |                |           |           |        |        |

## Mužská dvouhra

### Nasazení
| Stát                             | Hráč                 | ATP | Nasazení |
| -------------------------------- | -------------------- | --- | -------- |
| Česko                            | Tomáš Berdych        | 14. | 1.       |
| USA                              | Sam Querrey          | 23. | 2.       |
| Španělsko                        | Albert Ramos-Viñolas | 24. | 3.       |
| Španělsko                        | Feliciano López      | 27. | 4.       |
| Chorvatsko                       | Ivo Karlović         | 29. | 5.       |
| Španělsko                        | Fernando Verdasco    | 37. | 6.       |
| Francie                          | Adrian Mannarino     | 41. | 7.       |
| USA                              | Frances Tiafoe       | 60. | 8.       |
| Žebříček ATP k 24. červenci 2017 |                      |     |          |

### Jiné formy účasti
Následující hráči obdrželi divokou kartu do hlavní soutěže:
- Tomáš Berdych
- Thanasi Kokkinakis
- Manuel Sánchez

Následující hráči postoupili z kvalifikace:
- Matthew Ebden
- Quentin Halys
- Evan King
- Akira Santillan

Následující hráč postoupil z kvalifikace jako tzv. šťastný poražený:
- Brydan Klein

### Odhlášení
před zahájením turnaje
- James Duckworth → nahradil jej  Jason Jung
- Víctor Estrella Burgos → nahradil jej  Vincent Millot
- Blaž Kavčič → nahradil jej  Brydan Klein
- Karen Chačanov → nahradil jej  Dennis Novikov

## Mužská čtyřhra

### Nasazení
| Stát                                                                        | Hráč                 | Stát      | Hráč              | ATP> | Nasazení |
| --------------------------------------------------------------------------- | -------------------- | --------- | ----------------- | ---- | -------- |
| Argentina                                                                   | Andrés Molteni       | Kanada    | Adil Shamasdin    | 94.  | 1.       |
| Kolumbie                                                                    | Juan Sebastián Cabal | Filipíny  | Treat Conrad Huey | 99.  | 2.       |
| Španělsko                                                                   | Marc López           | Španělsko | David Marrero     | 102. | 3.       |
| Indie                                                                       | Purav Radža          | Indie     | Diviž Šaran       | 105. | 4.       |
| Žebříček ATP k 24. červenci 2017; číslo je součtem umístění obou členů páru |                      |           |                   |      |          |

### Jiné formy účasti
Následující páry obdržely divokou kartu do hlavní soutěže:
- Matthew Ebden /  Manuel Sánchez
- Hans Hach Verdugo /  Miguel Ángel Reyes-Varela

## Přehled finále

### Mužská dvouhra
- Sam Querrey vs.  Thanasi Kokkinakis 6–3, 3–6, 6–2

### Mužská čtyřhra
- Juan Sebastián Cabal /  Treat Conrad Huey vs.  Sergio Galdós /  Roberto Maytín, 6–2, 6–3